# Квитко, Анастасия
Анастасия Квитко́ (род. 25 ноября 1994, Калининград, Россия) — российская модель и фотоблогер Instagram. Известна как «русская Ким Кардашьян».

## Биография
Родилась 25 ноября 1994 года в Калининграде.
В детстве занималась лёгкой атлетикой. В возрасте 17 лет начала карьеру модели. Во ВКонтакте Анастасию заметил известный фотограф Анвар Норов и предложил ей сотрудничество. В 2013 году она переехала в Москву, участвовала в различных съёмках. В конце 2015 года, после предложения о работе от Kanye West Clothing, переехала в США. В начале 2016 года жила в Майами, затем переехала в Лос-Анджелес. Принимала участие в испаноязычном телешоу Un Nuevo Día. Снялась в клипе на песню «Ay mi Dios» вместе с исполнителями Pitbull и Yandel. В конце 2016 года стала лицом американской марки Eliya Cioccolato и представила круизную коллекцию купальников. По итогам 2016 года заняла 3-ю строчку в рейтинге «самых сексуальных женщин России» по версии журнала Maxim (после Веры Брежневой и Глюкозы).
Имеет нестандартные параметры фигуры: 95-63-105. Как утверждает Анастасия, она никогда не делала пластических операций. Впрочем, ряд СМИ подвергает это утверждение сомнению.
В августе 2014 года зарегистрировалась в Instagram и стала размещать там свои фотографии. Многие из них сделаны в «жанре» белфи (от англ. butt задница + англ. selfie селфи). В конце 2015 года, благодаря своим фотографиям, приобрела всемирную известность. Из-за схожей фигуры, получила в СМИ прозвище «русская Ким Кардашьян». По данным на январь 2021 года, её аккаунт в Instagram имеет более 12,9 миллионов подписчиков.